# Cyrtauchenius luridus
Espèce
Cyrtauchenius luridus est une espèce d'araignées mygalomorphes de la famille des Cyrtaucheniidae.

## Distribution
Cette espèce est endémique d'Algérie.

## Publication originale
- Simon, 1881 : Descriptions d'arachnides nouveaux d'Afrique. Bulletin de la Société zoologique de France, vol. 6, p. 1-15 (texte intégral).